# Halictus graecus
Halictus graecus is een vliesvleugelig insect uit de familie Halictidae. De wetenschappelijke naam van de soort is voor het eerst geldig gepubliceerd in 1933 door Blüthgen.